# Gustav von Hüfner
Gustav von Hüfner (Bad Köstritz, 13 maggio 1840 – Tubinga, 14 marzo 1908) è stato un chimico tedesco.

## Biografia
Dal 1860 al 1865 studiò medicina all'Università di Lipsia e, mentre era studente, partecipò alle lezioni tenute dai biologi Karl Gegenbaur e Matthias Jakob Schleiden all'Università di Jena. Dopo la laurea, si formò sotto la guida del fisiologo Carl Ludwig e del chimico Hermann Kolbe a Lipsia, e studiò nel laboratorio di Robert Bunsen all'Università di Heidelberg. Nel 1869 ottenne la sua abilitazione e tre anni dopo succedette a Felix Hoppe-Seyler all'Università di Tubinga. Nel 1875, fu nominato professore ordinario di chimica organica e fisiologica all'università.
È meglio conosciuto per le sue ricerche che riguardano la chimica del sangue. Il termine "numero Hüfner" è definito come la quantità di ossigeno che può legarsi con un grammo di emoglobina quando completamente saturo. Nel 1894 Hüfner determinò che un grammo di emoglobina poteva legare al massimo 0,0598 millimoli (1,34 ml) di ossigeno.

## Opere
- Beitrag zur Lehre von der Athmung der Eier, 1894.
- Neue Versuche zur Bestimmung der Sauerstoffcapacität des Blutfarbstoffs, 1894.[5]
- Über den Ursprung und die Berechtigung besonderer Lehrstühle für physiologische Chemie, 1899.[6]